# Benni McCarthy
Benedict Saul (Benni) McCarthy (Kaapstad, 12 november 1977) is een Zuid-Afrikaans  voormalig voetballer en huidig voetbaltrainer die bij voorkeur in de aanval speelde. In juni 1997 debuteerde hij in het Zuid-Afrikaans voetbalelftal, waarvoor hij in totaal tachtig interlands speelde.

## Clubcarrière
McCarthy speelde in eigen land bij Seven Stars (1995–1997) en Cape Town Spurs (1997). In 1997 werd hij gecontracteerd door Ajax. McCarthy bleef twee seizoenen bij de Amsterdamse club en in 1998 won hij de landstitel. In 1999 vertrok hij voor ongeveer 6 miljoen euro naar het Spaanse Celta de Vigo. Na een goed eerste seizoen kwam McCarthy echter steeds minder aan spelen toe en in 2002 werd de Zuid-Afrikaan voor een half jaar verhuurd aan FC Porto. Zijn tweede periode bij Celta de Vigo was evenmin een succes en een definitieve overstap naar FC Porto volgde in 2003. De Portugese club betaalde 3,5 miljoen euro voor de aanvaller. In zijn eerste seizoen bij FC Porto won McCarthy de UEFA Champions League en de wereldbeker voor clubteams. Op 1 juli 2006 werd hij overgenomen door Blackburn Rovers voor 3,7 miljoen euro. Na zijn avontuur bij Blackburn Rovers kwam McCarthy nog een seizoen uit voor West Ham United en beëindigde hij zijn loopbaan in 2013 bij Orlando Pirates.

## Interlandcarrière
McCarthy nam met het nationale elftal van Zuid-Afrika deel aan diverse grote toernooien. Tijdens het WK 1998 in Frankrijk was hij erbij toen Zuid-Afrika voor het eerst deelnam aan een WK. McCarthy scoorde tegen Denemarken en het betekende het eerste Zuid-Afrikaanse doelpunt ooit op een WK. Zuid-Afrika werd in 1998 echter al in de groepsfase uitgeschakeld.
Op de Afrika Cup 2002 haalde McCarthy met zijn land de halve finale. De laatste twee toernooien van McCarthy met Zuid-Afrika verliepen echter weinig succesvol: zowel op het WK 2002 als de Afrika Cup 2006 kon Zuid-Afrika al na de groepsronde naar huis. McCarthy scoorde op het WK 2002 wel, in de slotwedstrijd tegen Spanje. McCarthy liep met Zuid-Afrika kwalificatie voor het WK 2006 mis.
| Interlands van Benedict McCarthy voor Zuid-Afrika | Interlands van Benedict McCarthy voor Zuid-Afrika | Interlands van Benedict McCarthy voor Zuid-Afrika | Interlands van Benedict McCarthy voor Zuid-Afrika | Interlands van Benedict McCarthy voor Zuid-Afrika | Interlands van Benedict McCarthy voor Zuid-Afrika |
| №                                                 | Datum                                             | Wedstrijd                                         | Uitslag                                           | Competitie                                        | Goals                                             |
| ------------------------------------------------- | ------------------------------------------------- | ------------------------------------------------- | ------------------------------------------------- | ------------------------------------------------- | ------------------------------------------------- |
| 1                                                 | 04 Jun 1997                                       | Zuid-Afrika – Nederland                           | 0–2                                               | Oefeninterland                                    |                                                   |
| 2                                                 | 11 Oct 1997                                       | Frankrijk – Zuid-Afrika                           | 2–1                                               | Oefeninterland                                    |                                                   |
| 3                                                 | 15 Nov 1997                                       | Duitsland – Zuid-Afrika                           | 3–0                                               | Oefeninterland                                    |                                                   |
| 4                                                 | 24 Jan 1998                                       | Namibië – Zuid-Afrika                             | 3–2                                               | COSAFA Castle Cup                                 |                                                   |
| 5                                                 | 08 Feb 1998                                       | Zuid-Afrika – Angola                              | 0–0                                               | Afrika Cup                                        |                                                   |
| 6                                                 | 11 Feb 1998                                       | Zuid-Afrika – Ivoorkust                           | 1–1                                               | Afrika Cup                                        |                                                   |
| 7                                                 | 16 Feb 1998                                       | Zuid-Afrika – Namibië                             | 4–1                                               | Afrika Cup                                        | Goal · Goal · Goal · Goal                         |
| 8                                                 | 22 Feb 1998                                       | Zuid-Afrika – Marokko                             | 2–1                                               | Afrika Cup                                        | Goal                                              |
| 9                                                 | 25 Feb 1998                                       | Zuid-Afrika – Congo-Kinshasa                      | 2–1                                               | Afrika Cup                                        | Goal · Goal                                       |
| 10                                                | 28 Feb 1998                                       | Zuid-Afrika – Egypte                              | 0–2                                               | Afrika Cup                                        |                                                   |
| 11                                                | 20 May 1998                                       | Zuid-Afrika – Zambia                              | 1–1                                               | Oefeninterland                                    |                                                   |
| 12                                                | 25 May 1998                                       | Argentinië – Zuid-Afrika                          | 2–0                                               | Oefeninterland                                    |                                                   |
| 13                                                | 06 Jun 1998                                       | Zuid-Afrika – IJsland                             | 1–1                                               | Oefeninterland                                    | Goal                                              |
| 14                                                | 12 Jun 1998                                       | Frankrijk – Zuid-Afrika                           | 3–0                                               | WK-eindronde                                      |                                                   |
| 15                                                | 18 Jun 1998                                       | Denemarken – Zuid-Afrika                          | 1–1                                               | WK-eindronde                                      | Goal                                              |
| 16                                                | 24 Jun 1998                                       | Zuid-Afrika – Saoedi-Arabië                       | 2–2                                               | WK-eindronde                                      |                                                   |
| 17                                                | 03 Oct 1998                                       | Zuid-Afrika – Angola                              | 1–0                                               | AC-kwalificatie                                   |                                                   |
| 18                                                | 16 Dec 1998                                       | Zuid-Afrika – Egypte                              | 2–1                                               | Oefeninterland                                    | Goal · Goal                                       |
| 19                                                | 23 Jan 1999                                       | Mauritius – Zuid-Afrika                           | 1–1                                               | AC-kwalificatie                                   |                                                   |
| 20                                                | 27 Feb 1999                                       | Zuid-Afrika – Gabon                               | 4–1                                               | AC-kwalificatie                                   | Goal                                              |
| 21                                                | 10 Apr 1999                                       | Gabon – Zuid-Afrika                               | 1–0                                               | AC-kwalificatie                                   |                                                   |
| 22                                                | 05 Jun 1999                                       | Zuid-Afrika – Mauritius                           | 2–0                                               | AC-kwalificatie                                   | Goal                                              |
| 23                                                | 18 Sep 1999                                       | Zuid-Afrika – Saoedi-Arabië                       | 1–0                                               | Afro–Asian Cup                                    |                                                   |
| 24                                                | 03 Jun 2000                                       | Verenigde Staten – Zuid-Afrika                    | 4–0                                               | US Nike Cup                                       |                                                   |
| 25                                                | 07 Jun 2000                                       | Mexico – Zuid-Afrika                              | 4–2                                               | US Nike Cup                                       | Goal                                              |
| 26                                                | 11 Jun 2000                                       | Ierland – Zuid-Afrika                             | 2–1                                               | US Nike Cup                                       | Goal                                              |
| 27                                                | 09 Jul 2000                                       | Zimbabwe – Zuid-Afrika                            | 0–2                                               | WK-kwalificatie                                   |                                                   |
| 28                                                | 07 Oct 2000                                       | Zuid-Afrika – Frankrijk                           | 0–0                                               | Oefeninterland                                    |                                                   |
| 29                                                | 16 Dec 2000                                       | Zuid-Afrika – Liberia                             | 2–1                                               | WK-kwalificatie                                   |                                                   |
| 30                                                | 27 Jan 2001                                       | Zuid-Afrika – Burkina Faso                        | 1–0                                               | WK-kwalificatie                                   |                                                   |
| 31                                                | 24 Mar 2001                                       | Zuid-Afrika – Mauritius                           | 3–0                                               | AC-kwalificatie                                   | Goal                                              |
| 32                                                | 25 Apr 2001                                       | Italië – Zuid-Afrika                              | 1–0                                               | Oefeninterland                                    |                                                   |
| 33                                                | 05 May 2001                                       | Zuid-Afrika – Zimbabwe                            | 2–1                                               | WK-kwalificatie                                   | Goal                                              |
| 34                                                | 17 Jun 2001                                       | Zuid-Afrika – Congo-Brazzaville                   | 0–0                                               | AC-kwalificatie                                   |                                                   |
| 35                                                | 14 Jul 2001                                       | Zuid-Afrika – Malawi                              | 2–0                                               | WK-kwalificatie                                   |                                                   |
| 36                                                | 15 Aug 2001                                       | Zweden – Zuid-Afrika                              | 3–0                                               | Oefeninterland                                    |                                                   |
| 37                                                | 10 Nov 2001                                       | Zuid-Afrika – Egypte                              | 1–0                                               | Oefeninterland                                    |                                                   |
| 38                                                | 15 Jan 2002                                       | Zuid-Afrika – Angola                              | 1–0                                               | Oefeninterland                                    | Goal                                              |
| 39                                                | 20 Jan 2002                                       | Burkina Faso – Zuid-Afrika                        | 0–0                                               | Afrika Cup                                        |                                                   |
| 40                                                | 24 Jan 2002                                       | Ghana – Zuid-Afrika                               | 0–0                                               | Afrika Cup                                        |                                                   |
| 41                                                | 30 Jan 2002                                       | Marokko – Zuid-Afrika                             | 3–1                                               | Afrika Cup                                        |                                                   |
| 42                                                | 03 Feb 2002                                       | Mali – Zuid-Afrika                                | 2–0                                               | Afrika Cup                                        |                                                   |
| 43                                                | 12 May 2002                                       | Zuid-Afrika – Madagaskar                          | 1–0                                               | Oefeninterland                                    |                                                   |
| 44                                                | 20 May 2002                                       | Zuid-Afrika – Schotland                           | 2–0                                               | Oefeninterland                                    |                                                   |
| 45                                                | 23 May 2002                                       | Turkije – Zuid-Afrika                             | 0–2                                               | Oefeninterland                                    | Goal · Goal                                       |
| 46                                                | 02 Jun 2002                                       | Paraguay – Zuid-Afrika                            | 2–2                                               | WK-eindronde                                      |                                                   |
| 47                                                | 08 Jun 2002                                       | Zuid-Afrika – Slovenië                            | 1–0                                               | WK-eindronde                                      |                                                   |
| 48                                                | 12 Jun 2002                                       | Zuid-Afrika – Spanje                              | 2–3                                               | WK-eindronde                                      | Goal                                              |
| 49                                                | 22 May 2003                                       | Zuid-Afrika – Engeland                            | 1–2                                               | Oefeninterland                                    | Goal                                              |
| 50                                                | 22 Jun 2003                                       | Zuid-Afrika – Ivoorkust                           | 2–1                                               | AC-kwalificatie                                   |                                                   |
| 51                                                | 15 Nov 2003                                       | Egypte – Zuid-Afrika                              | 2–1                                               | Oefeninterland                                    | Goal                                              |
| 52                                                | 19 Nov 2003                                       | Tunesië – Zuid-Afrika                             | 2–0                                               | Oefeninterland                                    |                                                   |
| 53                                                | 03 Jul 2004                                       | Zuid-Afrika – Burkina Faso                        | 2–0                                               | WK-kwalificatie                                   |                                                   |
| 54                                                | 18 Aug 2004                                       | Tunesië – Zuid-Afrika                             | 0–2                                               | Oefeninterland                                    | Goal                                              |
| 55                                                | 05 Sep 2004                                       | Congo-Kinshasa – Zuid-Afrika                      | 1–0                                               | WK-kwalificatie                                   |                                                   |
| 56                                                | 10 Oct 2004                                       | Oeganda – Zuid-Afrika                             | 0–1                                               | WK-kwalificatie                                   | Goal                                              |
| 57                                                | 17 Nov 2004                                       | Zuid-Afrika – Nigeria                             | 2–1                                               | Oefeninterland                                    |                                                   |
| 58                                                | 09 Feb 2005                                       | Zuid-Afrika – Australië                           | 1–1                                               | Oefeninterland                                    | Goal                                              |
| 59                                                | 26 Mar 2005                                       | Zuid-Afrika – Oeganda                             | 2–1                                               | WK-kwalificatie                                   |                                                   |
| 60                                                | 04 Jun 2005                                       | Kaapverdië – Zuid-Afrika                          | 1–2                                               | WK-kwalificatie                                   | Goal                                              |
| 61                                                | 17 Aug 2005                                       | IJsland – Zuid-Afrika                             | 4–1                                               | Oefeninterland                                    |                                                   |
| 61                                                | 03 Sep 2005                                       | Burkina Faso – Zuid-Afrika                        | 3–1                                               | WK-kwalificatie                                   |                                                   |
| 62                                                | 07 Sep 2005                                       | Duitsland – Zuid-Afrika                           | 4–2                                               | Oefeninterland                                    | Goal                                              |
| 63                                                | 14 Jan 2006                                       | Egypte – Zuid-Afrika                              | 1–2                                               | Oefeninterland                                    | Goal                                              |
| 64                                                | 22 Jan 2006                                       | Zuid-Afrika – Guinee                              | 0–2                                               | Afrika Cup                                        |                                                   |
| 65                                                | 26 Jan 2006                                       | Tunesië – Zuid-Afrika                             | 2–0                                               | Afrika Cup                                        |                                                   |
| 66                                                | 09 Sep 2007                                       | Zuid-Afrika – Zambia                              | 1–3                                               | AC-kwalificatie                                   | Goal                                              |
| 67                                                | 12 Sep 2007                                       | Zuid-Afrika – Uruguay                             | 0–0                                               | Oefeninterland                                    |                                                   |
| 68                                                | 17 Oct 2007                                       | Italië – Zuid-Afrika                              | 2–0                                               | Oefeninterland                                    |                                                   |
| 69                                                | 17 Nov 2007                                       | Zuid-Afrika – Verenigde Staten                    | 0–1                                               | Oefeninterland                                    |                                                   |
| 70                                                | 26 Mar 2008                                       | Zuid-Afrika – Paraguay                            | 3–0                                               | Oefeninterland                                    | Goal                                              |
| 71                                                | 19 Aug 2008                                       | Australië – Zuid-Afrika                           | 2–2                                               | Oefeninterland                                    |                                                   |
| 72                                                | 06 Sep 2008                                       | Zuid-Afrika – Nigeria                             | 0–1                                               | WK-kwalificatie                                   |                                                   |
| 73                                                | 11 Oct 2008                                       | Equatoriaal-Guinea – Zuid-Afrika                  | 0–1                                               | WK-kwalificatie                                   |                                                   |
| 74                                                | 15 Oct 2008                                       | Zuid-Afrika – Ghana                               | 2–1                                               | Oefeninterland                                    | Goal                                              |
| 75                                                | 19 Nov 2008                                       | Zuid-Afrika – Kameroen                            | 3–2                                               | Oefeninterland                                    |                                                   |
| 76                                                | 11 Feb 2009                                       | Zuid-Afrika – Chili                               | 0–2                                               | Oefeninterland                                    |                                                   |
| 77                                                | 14 Nov 2009                                       | Zuid-Afrika – Japan                               | 0–0                                               | Oefeninterland                                    |                                                   |
| 78                                                | 17 Nov 2009                                       | Zuid-Afrika – Jamaica                             | 0–0                                               | Oefeninterland                                    |                                                   |
| 79                                                | 27 May 2010                                       | Zuid-Afrika – Colombia                            | 2–1                                               | Oefeninterland                                    |                                                   |

## Trainerscarrière
Op 8 september 2015 werd bekendgemaakt dat McCarthy aan de slag zou gaan bij het Belgische STVV. Dit als assistent van Chris O'Loughlin. De club verkondigde dat hij met zijn ervaring op het veld een grote versterking kon betekenen binnen de sportieve staf. Op de officiële voorstelling oogde McCarthy zeer ambitieus. Hij wilde met de toenmalige promovendus binnen twee jaar landskampioen worden. Eerder dat jaar deed hij, in februari, kort stage bij die club onder toenmalig trainer Yannick Ferrera. Hij nam daar toen de spitsen onder handen. Op 20 april 2016 stopte McCarthy de samenwerking met STVV omwille van persoonlijke redenen, nadat eerder bekend raakte dat zijn contract niet verlengd werd. Hij was in Zuid-Afrika hoofdtrainer van Cape Town City en AmaZulu. Medio 2022 werd hij als spitsentrainer, onder leiding van hoofdtrainer Erik ten Hag, toegevoegd aan de staf van Manchester United.

## Clubstatistieken
| Seizoen | Club              | Land                 | Competitie            | Wedstrijden | Doelpunten |
| ------- | ----------------- | -------------------- | --------------------- | ----------- | ---------- |
| 1995/96 | Seven Stars       | Vlag van Zuid-Afrika | NSL Premiership       | 29          | 27         |
| 1996/97 | Seven Stars       | Vlag van Zuid-Afrika | NSL Premiership       | 20          | 12         |
| 1996/97 | → Cape Town Spurs | Vlag van Zuid-Afrika | NSL Premiership       | 7           | 3          |
| 1997/98 | Ajax              | Vlag van Nederland   | Eredivisie            | 17          | 9          |
| 1998/99 | Ajax              | Vlag van Nederland   | Eredivisie            | 19          | 11         |
| 1999/00 | Celta de Vigo     | Vlag van Spanje      | Primera División      | 31          | 8          |
| 2000/01 | Celta de Vigo     | Vlag van Spanje      | Primera División      | 19          | 0          |
| 2001/02 | Celta de Vigo     | Vlag van Spanje      | Primera División      | 2           | 0          |
| 2001/02 | FC Porto          | Vlag van Portugal    | SuperLiga             | 11          | 12         |
| 2002/03 | → Celta de Vigo   | Vlag van Spanje      | Primera División      | 14          | 2          |
| 2003/04 | FC Porto          | Vlag van Portugal    | SuperLiga             | 28          | 20         |
| 2004/05 | FC Porto          | Vlag van Portugal    | SuperLiga             | 23          | 11         |
| 2005/06 | FC Porto          | Vlag van Portugal    | SuperLiga             | 23          | 3          |
| 2006/07 | Blackburn Rovers  | Vlag van Engeland    | Premier League        | 36          | 18         |
| 2007/08 | Blackburn Rovers  | Vlag van Engeland    | Premier League        | 31          | 8          |
| 2008/09 | Blackburn Rovers  | Vlag van Engeland    | Premier League        | 28          | 10         |
| 2009/10 | Blackburn Rovers  | Vlag van Engeland    | Premier League        | 14          | 1          |
| 2009/10 | West Ham United   | Vlag van Engeland    | Premier League        | 5           | 0          |
| 2010/11 | West Ham United   | Vlag van Engeland    | Premier League        | 6           | 0          |
| 2011/12 | Orlando Pirates   | Vlag van Zuid-Afrika | Premier Soccer League | 6           | 2          |
| 2012/13 | Orlando Pirates   | Vlag van Zuid-Afrika | Premier Soccer League | 18          | 8          |
|         |                   |                      | Totaal                | 387         | 161        |

## Erelijst
Als speler
| Competitie                    |        |                  |      |      |
| Competitie                    | Aantal | Jaren            |      |      |
| Ajax                          | Ajax   | Ajax             | Ajax | Ajax |
| ----------------------------- | ------ | ---------------- | ---- | ---- |
| Eredivisie                    | 1x     | 1997/98          |      |      |
| KNVB beker                    | 2x     | 1997/98, 1998/99 |      |      |
| Celta de Vigo                 |        |                  |      |      |
| UEFA Intertoto Cup            | 1x     | 2000             |      |      |
| FC Porto                      |        |                  |      |      |
| Mondiaal                      |        |                  |      |      |
| Intercontinental Cup          | 1x     | 2004             |      |      |
| Continentaal                  |        |                  |      |      |
| UEFA Champions League         | 1x     | 2003/04          |      |      |
| Nationaal                     |        |                  |      |      |
| Primeira Liga                 | 2x     | 2003/04, 2004/05 |      |      |
| Taça de Portugal              | 2x     | 2005/06          |      |      |
| Supertaça Cândido de Oliveira | 1x     | 2003/04, 2004/05 |      |      |
| Orlando Pirates               |        |                  |      |      |
| Premier Soccer League         | 1x     | 2011/12          |      |      |
| MTN 8                         | 1x     | 2012             |      |      |
| Telkom Knockout               | 1x     | 2012             |      |      |

Als trainer
| MTN 8 | 1x | 2018 |